# Dávid Betlehem
Dávid Betlehem (Szombathely, 4 settembre 2003) è un nuotatore ungherese, specializzato nel nuoto di fondo, vincitore del bronzo olimpico nella 10 km a Parigi 2024.

## Biografia
Ha partecipato al Festival olimpico della gioventù europea di Baku 2019 in cui ha vinto l'argento nei 1500 m stile libero, è arrivato 6º nei 400 m e 10º nei 200 m stile libero.
Agli europei di Budapest 2020, disputati nel maggio 2021 presso il lago Lupa, ha vinto la medaglia di bronzo nella 5 km a squadre, gareggiando con Réka Rohács, Anna Olasz e Kristóf Rasovszky. Nella 5 km si è classificato 12º.
Vanta in totale due argenti e un bronzo a livello mondiale e due ori, un argento e due bronzi a livello europeo. 
Ha rappresentato l'Ungheria ai Giochi olimpici estivi di Parigi 2024, dove si è classificato 4° nella finale dei 1500 m sl, terminando alle spalle dello statunitense Robert Finke, dell'italiano Gregorio Paltrinieri e dell'irlandese Daniel Wiffen. Nell'occasione, ha realizzato il primato nazionale della disciplina, grazie al tempo di 14'40"91. Nella 10 km di fondo ha vinto la medaglia di bronzo, preceduto sul podio dal connazionale Kristóf Rasovszky e dal tedesco Oliver Klemet.

## Palmarès
| Anno | Manifestazione                           | Sede         | Evento          | Risultato | Prestazione | Note |
| ---- | ---------------------------------------- | ------------ | --------------- | --------- | ----------- | ---- |
| 2019 | Festival olimpico della gioventù europea | Baku         | 200 m sl        | 10º       | 1'53"77     |      |
| 2019 | Festival olimpico della gioventù europea | Baku         | 400 m sl        | 6º        | 3'55"61     |      |
| 2019 | Festival olimpico della gioventù europea | Baku         | 1500 m sl       | Argento   | 15'15"60    |      |
| 2021 | Europei                                  | Budapest     | 5 km            | 12º       | 56'00"4     |      |
| 2021 | Europei                                  | Budapest     | 5 km a squadre  | Bronzo    | 54'18"5     |      |
| 2021 | Europei giovanili                        | Roma         | 1500 m sl       | Argento   | 15'02"28    |      |
| 2021 | Europei in vasca corta                   | Kazan'       | 400 m sl        | 17º       | 3'45"56     |      |
| 2021 | Europei in vasca corta                   | Kazan'       | 800 m sl        | 11º       | 7'41"33     |      |
| 2021 | Europei in vasca corta                   | Kazan'       | 1500 m sl       | 7º        | 14'51"22    |      |
| 2022 | Mondiali                                 | Budapest     | 5 km            | 7º        | 54'22"0     |      |
| 2022 | Mondiali                                 | Budapest     | 10 km           | 5º        | 1h51'29"80  |      |
| 2022 | Mondiali                                 | Budapest     | 6 km a squadre  | Argento   | 1h04'43"0   |      |
| 2022 | Europei                                  | Roma         | 5 km            | 7º        | 52'34"60    |      |
| 2022 | Europei                                  | Roma         | 10 km           | 9º        | 1h52'09"80  |      |
| 2022 | Europei                                  | Roma         | 6 km a squadre  | Argento   | 59'53"9     |      |
| 2023 | Mondiali                                 | Fukuoka      | 800 m sl        | 12º       | 7'47"02     |      |
| 2023 | Mondiali                                 | Fukuoka      | 1500 m sl       | 15º       | 14'59"76    |      |
| 2023 | Mondiali                                 | Fukuoka      | 5 km            | 5º        | 54'58"60    |      |
| 2023 | Mondiali                                 | Fukuoka      | 10 km           | 16º       | 1h53'30"90  |      |
| 2023 | Mondiali                                 | Fukuoka      | 6 km a squadre  | Argento   | 1h10'35"3   |      |
| 2024 | Mondiali                                 | Doha         | 800 m sl        | 9º        | 7'48"06     |      |
| 2024 | Mondiali                                 | Doha         | 1500 m sl       | 4º        | 14'46"44    |      |
| 2024 | Mondiali                                 | Doha         | 5 km            | 6º        | 51'34"80    |      |
| 2024 | Mondiali                                 | Doha         | 10 km           | 6º        | 1h48'29"90  |      |
| 2024 | Mondiali                                 | Doha         | 6 km a squadre  | Bronzo    | 1h04'06"8   |      |
| 2024 | Europei                                  | Belgrado     | 5 km            | Oro       | 53'28"3     |      |
| 2024 | Europei                                  | Belgrado     | 10 km           | Bronzo    | 1h49'41"2   |      |
| 2024 | Europei                                  | Belgrado     | 5 km a squadre  | Oro       | 1h06'07"7   |      |
| 2024 | Giochi olimpici                          | Parigi       | 1500 m sl       | 4º        | 14'40"91    |      |
| 2024 | Giochi olimpici                          | Parigi       | 10 km           | Bronzo    | 1h 51'09"0  |      |
| 2025 | Europei                                  | Cittavecchia | 5 km            | Argento   | 52'08"07    |      |
| 2025 | Europei                                  | Cittavecchia | Knockout Sprint | Bronzo    | 5'05"20     |      |
| 2025 | Europei                                  | Cittavecchia | 6 km a squadre  | Oro       | 1h03'39"45  |      |
| 2025 | Mondiali                                 | Singapore    | Knockout Sprint | Argento   | 5'47"70     |      |
| 2025 | Mondiali                                 | Singapore    | 6 km a squadre  | Bronzo    | 1h09'16"70  |      |